# كريستيان بيرتاني
كريستيان بيرتاني (بالإيطالية: Cristian Bertani)‏ (مواليد 14 مارس 1981) هو لاعب كرة قدم إيطالي يلعب في نادي ميلانو سيتي الإيطالي كمهاجم. أوقف عن العمل في أغسطس 2012 لمدة ثلاث سنوات وستة أشهر.